# Диаш, Ана
Ана Диаш (порт. Ana Inês Costa Mendes Dias; 2 октября 1997, Авейру) — португальская футболистка,
нападающая мексиканского клуба «УАНЛ Тигрес» и сборной Португалии.

## Карьера
Играть начала в клубе «Вагенсе».
Следующей командой футболистки стала «Кадима». С 2016-го по 2019-й годы играла в команде «А-душ-Франкуш», откуда перешла в клуб «Кондейша» (игры в первой лиге позволяли выделять время на получение образования).
В 2020-м году после окончания магистратуры Ана начала сезон в клубе португальской Премьер-лиги «Амора».
Диаш получила высшее образование в области спорта — футболистка окончила Коимбрский университет (будучи студентом провела за сборную университета 5 матчей), а затем получила звание магистра спортивного менеджмента в университете имени Коменского в Братиславе.
В марте 2021 перешла в «Зенит». Бронзовый призёр чемпионата России 2021 года и Чемпион России 2022 и 2023 годов, лучший бомбардир клуба в трёх сезонах (6, 12 и 18 голов соответственно). Лучший бомбардир Суперлиги 2023. После сезона 2023 покинула «Зенит». По состоянию на конец сезона 2024 года по-прежнему является лучшим бомбардиром в истории «Зенита» (36 мячей в чемпионате + 6 мячей в кубке).
В апреле 2021 впервые сыграла за сборную Португалии против сборной России (0:1). С 2023 года стала постоянно вызываться в сборную.

## Командная статистика
| Выступление      | Выступление      | Выступление      | Лига | Лига | Кубок | Кубок | Суперкубок | Суперкубок | Итого | Итого |
| Клуб             | Лига             | Сезон            | Игры | Голы | Игры  | Голы  | Игры       | Голы       | Игры  | Голы  |
| ---------------- | ---------------- | ---------------- | ---- | ---- | ----- | ----- | ---------- | ---------- | ----- | ----- |
| Кадимаen         | высшая           | 2015/16en        | —    | —    | —     | —     | —          | —          | 0     | 0     |
| Кадимаen         | Итого            | Итого            | —    | —    | —     | —     | —          | —          | 0     | 0     |
| А-душ-Франкушen  | высшая           | 2016/17en        | 18   | 6    | —     | —     | —          | —          | 18    | 6     |
| А-душ-Франкушen  | высшая           | 2017/18en        | 12   | 0    | —     | —     | —          | —          | 12    | 0     |
| А-душ-Франкушen  | высшая           | 2018/19en        | 24   | 9    | —     | —     | —          | —          | 24    | 9     |
| А-душ-Франкушen  | Итого            | Итого            | 54   | 15   | —     | —     | —          | —          | 54    | 15    |
| Кондейшаpt       | первая           | 2019/20          | 19   | 40   | —     | —     | —          | —          | 19    | 40    |
| Кондейшаpt       | Итого            | Итого            | 19   | 40   | —     | —     | —          | —          | 19    | 40    |
| Аморе            | высшая           | 2020/21en        | 9    | 6    | —     | —     | —          | —          | 9     | 6     |
| Аморе            | Итого            | Итого            | 9    | 6    | —     | —     | —          | —          | 9     | 6     |
| Зенит            | высшая           | 2021             | 22   | 6    | 3     | 1     | —          | —          | 25    | 7     |
| Зенит            | высшая           | 2022             | 23   | 12   | 4     | 3     | —          | —          | 27    | 15    |
| Зенит            | высшая           | 2023             | 25   | 18   | 4     | 2     | 1          | 0          | 30    | 20    |
| Зенит            | Итого            | Итого            | 70   | 36   | 11    | 6     | 1          | 0          | 82    | 42    |
| Портленд Торнс   | высшая           | 2024             | 10   | 1    | —     | —     | —          | —          | 10    | 1     |
| Портленд Торнс   | Итого            | Итого            | 10   | 1    | —     | —     | —          | —          | 10    | 1     |
| Всего за карьеру | Всего за карьеру | Всего за карьеру | 162  | 98   | 11    | 6     | 1          | 0          | 174   | 104   |

## Карьера в сборной
| Матчи Диаш за сборную Португалии | Матчи Диаш за сборную Португалии   | Матчи Диаш за сборную Португалии | Матчи Диаш за сборную Португалии | Матчи Диаш за сборную Португалии | Матчи Диаш за сборную Португалии | Матчи Диаш за сборную Португалии | Матчи Диаш за сборную Португалии | Матчи Диаш за сборную Португалии | Матчи Диаш за сборную Португалии                                 |
| №                                | Место проведения                   | Дата                             | Оппонент                         | Счёт                             | Голы                             | Передачи                         | Замены                           | Номер                            | Соревнование                                                     |
| -------------------------------- | ---------------------------------- | -------------------------------- | -------------------------------- | -------------------------------- | -------------------------------- | -------------------------------- | -------------------------------- | -------------------------------- | ---------------------------------------------------------------- |
| 1                                | «Ду Рештелу», Лиссабон             | 9 апреля 2021                    | Россия                           | 0:1                              | —                                | —                                | 83'                              | 10                               | ЧЕ 2022. Стыковые матчи                                          |
| 2                                | «Афонсу Энрикиш», Гимарайнш        | 11 апреля 2023                   | Уэльс                            | 1:1                              | —                                | —                                | 67'                              | 25                               | Товарищеский матч                                                |
| 3                                | «Стад дю Эно», Валансьен           | 22 сентября 2023                 | Франция                          | 2:0                              | —                                | —                                | 83'                              | 4                                | Женская Лига наций УЕФА 2023/2024. Групповой этап                |
| 4                                | «Сидад-де-Барселуш», Барселуш      | 26 сентября 2023                 | Норвегия                         | 3:2                              | —                                | —                                | 90+3'                            | 10                               | Женская Лига наций УЕФА 2023/2024. Групповой этап                |
| 5                                | «Уллевол», Осло                    | 1 декабря 2023                   | Норвегия                         | 4:0                              | —                                | —                                | 28'                              | 17                               | Женская Лига наций УЕФА 2023/2024. Групповой этап                |
| 6                                | «Магальяйнш Песоа», Лейрия         | 5 декабря 2023                   | Франция                          | 0:1                              | —                                | —                                | 70'                              | 17                               | Женская Лига наций УЕФА 2023/2024. Групповой этап                |
| 7                                | «Антониу Коимбра да Мота», Эшторил | 21 февраля 2024                  | Чехия                            | 3:1                              | —                                | —                                | 65'                              | 17                               | Товарищеский матч                                                |
| 8                                | «Антониу Коимбра да Мота», Эшторил | 27 февраля 2024                  | Республика Корея                 | 5:1                              | —                                | —                                | 75'                              | 17                               | Товарищеский матч                                                |
| 9                                | «Магальяйнш Песоа», Лейрия         | 31 мая 2024                      | Северная Ирландия                | 4:0                              | —                                | —                                | 77'                              | 21                               | Чемпионат Европы по футболу среди женщин 2025. Отборочный турнир |